# 東京都立南高等学校
東京都立南高等学校（とうきょうとりつ みなみこうとうがっこう）は、かつて東京都大田区中馬込三丁目にあった都立高等学校。
2005年4月1日に東京都立大森東高等学校全日制課程と発展的に統合、全日制普通科単位制の東京都立美原高等学校に卒業生関連の事務が継承された。
一方、校地は2011年に進学型商業高校の東京都立大田桜台高等学校に継承された。

## 歴史・沿革
- 1963年4月 - 開校
- 1969年 - 学生運動が活発化。同年10月20日から26日には学生により教室が占拠、封鎖が行われて授業が行われなくなった[1]。同年12月1日に授業が再開[2]。
  - その後、学校群制度時代（第13群／雪谷、大崎、南）の合格偏差値は業者によりけりだが54〜58程度であった。
- 1996年4月 - コース制に移行（国際文化、保健体育、生活・科学コース）
- 2005年3月31日 - 閉校

## 設置課程
- 全日制

## 最寄駅
- 都営地下鉄浅草線西馬込駅

## 著名な出身者
- 沢木耕太郎（作家、ルポライター）
- 笠原将弘（料理人）
- 中村れい子（元女優）
- 坂上味和（元女優）
- 森たけし（元読売テレビアナウンサー）
- 篠塚和正（武庫川女子大学薬学部教授）